# Solomon Karpen
Solomon Karpen (* 7. Januar 1858 in Wągrowiec, Westpreußen; † 24. Oktober 1936 in Chicago) war ein US-amerikanischer Unternehmer und Gründer des Möbelunternehmen S. Karpen & Bros. in Chicago.

## Leben
Solomon Karpen war der älteste von neun Söhnen. Als er 14 Jahre alt war, beschlossen seine Eltern, der Schreiner Moritz (1823–1886) und Johanna, geborene Cohen (1835–1902), mit ihren Kindern (Solomon, Oscar, Adolph, Benjamin, Isaac, Michael, Wilhelm und Leopold) in die USA zu emigrieren. Von Berlin aus reisten sie nach London, weiter nach Glasgow, und von dort in die Vereinigten Staaten.
Sie emigrierten von Wongrowitz in Westpreußen und ließen sich 1872 nach einer Zwischenstation in East Lyme, Connecticut, in Chicago nieder. Dort gab es dem großen Brand vom 7. Oktober 1871 reichlich Arbeit für Zimmerleute. 1873 wurde sein jüngster Bruder Julius geboren.
1880 gründete Solomon dort mit seinem Bruder Oscar das Möbelunternehmen S. Karpen & Bros. 1899 war das Unternehmen der weltgrößte Produzent lederbepolsterter Sitzmöbel. Zu diesem Zeitpunkt wurden ungefähr 700 Arbeiter eingestellt. Im Kapitol, dem Sitz des Senats der Vereinigten Staaten, befinden sich bis heute Möbel von S. Karpen & Bros.
1911 erhielt die Redmanol Chemical Products Co., eine Tochtergesellschaft der S. Karpen & Bros. gemeinsam mit Dr. Lawrence Redman das Patent für „Redmanol“, einen Kunststoff, der dem Bakelit sehr ähnlich ist. Die Produktion von Pfeifen, Zigarettenspitzen und Produkten für gewerbliche Zwecke erfolgte auf dem Gelände der Chicagoer Möbelfabrik. Nach jahrelangen Rechtsstreitigkeiten mit dem Erfinder des Bakelits, Dr. Leo Hendrick Baekeland, fusionierten diese und weitere Firmen. Sie wurden 1939 von Union Carbide gekauft.
1926 produzierte das Unternehmen in drei Fabriken und beschäftigte 1.800 Mitarbeiter bei einem Umsatz von mehr als 10 Mio. US-$ (umgerechnet 123 Mio. US-$ im Jahr 2010)
Karpen starb am 24. Oktober 1936 in Chicago und wurde auf dem dortigen jüdischen Friedhof beerdigt, wo schon seine Eltern begraben worden waren. Das Unternehmen blieb im Besitz der Familie Karpen, bis es 1951 von International Furniture Co. für 3,5 Mio. Dollar übernommen wurde (nach heutiger Berechnung etwa 37 Mio. US-Dollar).
Die Frau von Solomon Karpen, Ernestine Schwalbe, wurde 1862 in La Crosse im Bundesstaat Wisconsin geboren. Sie heirateten am 17. Februar 1884. Ernestine überlebte ihren Mann um 20 Jahre und starb am 26. März 1956 in Chicago.